# Lijst van nummer 1-hits in de Radio 2 Top 30 in 2005
Deze hits stonden in 2005 op nummer 1 in de Vlaamse Radio 2 Top 30.
| Nummer | Datum        | Artiest                                   | Titel                         |
| ------ | ------------ | ----------------------------------------- | ----------------------------- |
| 571    | 1 januari    | Joeri                                     | Ya 'bout to Find Out          |
|        | 8 januari    | Joeri                                     | Ya 'bout to Find Out          |
|        | 15 januari   | Joeri                                     | Ya 'bout to Find Out          |
| 572    | 22 januari   | Artiesten voor Tsunami 12-12              | Geef een teken                |
|        | 29 januari   | Artiesten voor Tsunami 12-12              | Geef een teken                |
|        | 5 februari   | Artiesten voor Tsunami 12-12              | Geef een teken                |
|        | 12 februari  | Artiesten voor Tsunami 12-12              | Geef een teken                |
|        | 19 februari  | Artiesten voor Tsunami 12-12              | Geef een teken                |
| 573    | 26 februari  | Schnappi                                  | Schnappi, das kleine Krokodil |
|        | 5 maart      | Schnappi                                  | Schnappi, das kleine Krokodil |
|        | 12 maart     | Schnappi                                  | Schnappi, das kleine Krokodil |
|        | 19 maart     | Schnappi                                  | Schnappi, das kleine Krokodil |
|        | 26 maart     | Schnappi                                  | Schnappi, das kleine Krokodil |
|        | 2 april      | Schnappi                                  | Schnappi, das kleine Krokodil |
|        | 9 april      | Schnappi                                  | Schnappi, das kleine Krokodil |
|        | 16 april     | Schnappi                                  | Schnappi, das kleine Krokodil |
| 574    | 23 april     | 50 Cent & Olivia                          | Candy Shop                    |
|        | 30 april     | 50 Cent & Olivia                          | Candy Shop                    |
| 575    | 7 mei        | Will Smith                                | Switch                        |
|        | 14 mei       | Will Smith                                | Switch                        |
|        | 21 mei       | Will Smith                                | Switch                        |
| 576    | 28 mei       | Wouter                                    | Walking in Memphis            |
|        | 4 juni       | Wouter                                    | Walking in Memphis            |
|        | 11 juni      | Wouter                                    | Walking in Memphis            |
|        | 18 juni      | Wouter                                    | Walking in Memphis            |
| 577    | 25 juni      | Akon                                      | Lonely                        |
|        | 2 juli       | Akon                                      | Lonely                        |
| 578    | 9 juli       | Belle Pérez                               | Que viva la vida (Chiquitan)  |
|        | 16 juli      | Belle Pérez                               | Que viva la vida (Chiquitan)  |
|        | 23 juli      | Belle Pérez                               | Que viva la vida (Chiquitan)  |
|        | 30 juli      | Belle Pérez                               | Que viva la vida (Chiquitan)  |
| 579    | 6 augustus   | K3                                        | Kuma he                       |
|        | 13 augustus  | K3                                        | Kuma he                       |
| 580    | 20 augustus  | Katerine                                  | New Day                       |
| 581    | 27 augustus  | James Blunt                               | You're Beautiful              |
|        | 3 september  | James Blunt                               | You're Beautiful              |
|        | 10 september | James Blunt                               | You're Beautiful              |
|        | 17 september | James Blunt                               | You're Beautiful              |
|        | 24 september | James Blunt                               | You're Beautiful              |
|        | 1 oktober    | James Blunt                               | You're Beautiful              |
|        | 8 oktober    | James Blunt                               | You're Beautiful              |
| 582    | 15 oktober   | Bob Sinclar, Goleo VI & Gary "Nesta" Pine | Love Generation               |
|        | 22 oktober   | Bob Sinclar, Goleo VI & Gary "Nesta" Pine | Love Generation               |
|        | 29 oktober   | Bob Sinclar, Goleo VI & Gary "Nesta" Pine | Love Generation               |
|        | 5 november   | Bob Sinclar, Goleo VI & Gary "Nesta" Pine | Love Generation               |
|        | 12 november  | Bob Sinclar, Goleo VI & Gary "Nesta" Pine | Love Generation               |
|        | 19 november  | Bob Sinclar, Goleo VI & Gary "Nesta" Pine | Love Generation               |
| 583    | 26 november  | Madonna                                   | Hung Up                       |
|        | 3 december   | Madonna                                   | Hung Up                       |
|        | 10 december  | Madonna                                   | Hung Up                       |
| 582    | 17 december  | Bob Sinclar, Goleo VI & Gary "Nesta" Pine | Love Generation               |
|        | 24 december  | Bob Sinclar, Goleo VI & Gary "Nesta" Pine | Love Generation               |
| 584    | 31 december  | De Kippensoep Allstars                    | Kippensoep voor iedereen      |